# Liffey Service Tunnel

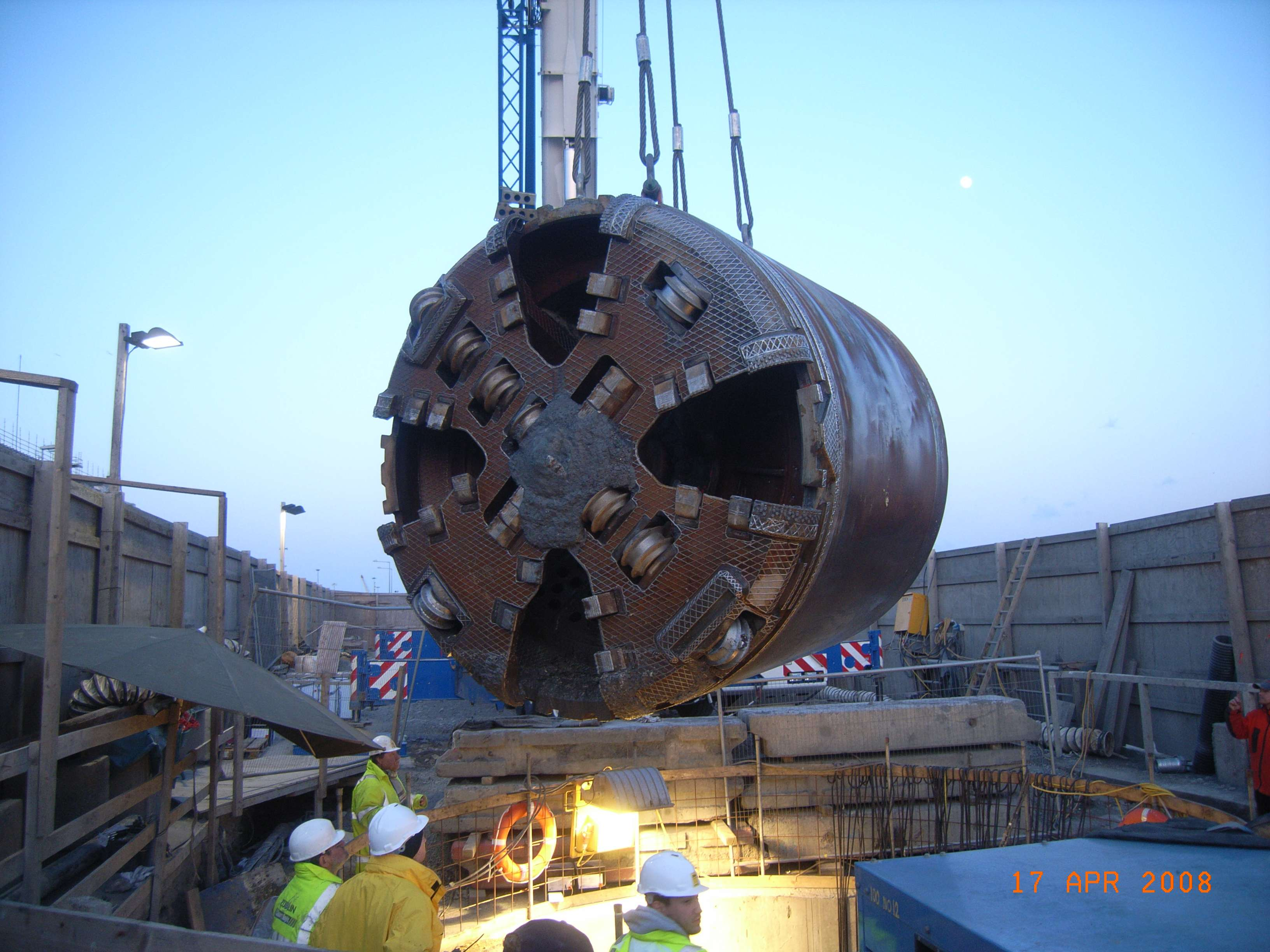
Bergung der TBM nach Fertigstellung des Tunnels am 17. April 2008

Der Liffey Service Tunnel ist ein Leitungstunnel verschiedener Leitungsträger in Dublin, Irland. Eigentümer ist die Stadtverwaltung der Stadt Dublin.
Der Tunnel wurde vom Ingenieurbüro Atkins geplant und in Arbeitsgemeinschaft durch den deutschen Baukonzern Ed. Züblin AG, Stuttgart und das irische Bauunternehmen Cleary & Doyle Contracting Ltd., Wexford erstellt. Bauzeit war von September 2006 bis Oktober 2008.

## Tunneldaten
- Länge: 260 m
- Röhren: 1
- Durchmesser: 2,96 m
- Anzahl Rohre: 107

## Tunnelplanung
Der Tunnel wurde im Rohrvortriebsverfahren gebaut. Die vorgepressten Betonstahl-Rohre hatten i. d. R. eine Länge von 2,5 m. Der Tunnel unterquert vom südlichen Ende der East-Link-Brücke den Fluss Liffey in Richtung der nördlichen Kaimauer (North Quay Wall), ca. 150 m westlich des Veranstaltungszentrums The Point Theatre. Der Start- bzw. Zielschacht sind 19 bzw. 22 m tief. Der Tunnel passiert die Schifffahrtsrinne im Fluss mit ca. 8 m Überdeckung.